# Zoran Roglić
Zoran Roglić (Split, 16. svibnja 1976.), hrvatski nogometaš
Rođen u Splitu, Roglić je s nogometom krenuo po niželigaškim dalmatinskim klubovima poput Solina, Junaka i Splita. Jedno vrijeme igra u BiH za Posušje, te kasnije i za Hrvatski dragovoljac. Na dulje se vrijeme bio skrasio u Žrnovnici igrajući za tamošnji NK Mosor. Poznat je na drugoligaškim travnjacima po upornosti, koja mu je pomogla i izvan terena (nadvladao tešku ozljedu meniskusa i križnih ligamenata). 
Poslije toga tijekom zimske stanke sezone 2004./05. dobiva iznenadan poziv iz redova splitskog Hajduka. Iako je sportski direktor Igor Štimac polagao u njega velike nade u "bilom" se dresu Roglić nije naigrao. Nakon propalog eksperimenta s njim kao napadačkim veznim većinu utakmica gleda s klupe ili tribina te nakon 6 mjeseci odlazi u Šibenik gdje od tad igra standardnije. 

## Vanjske poveznice
- Nogometni-magazin: statistika